# マル秘の密子さん
『マル秘の密子さん』（マルひのみつこさん）は、2024年7月13日から9月28日まで日本テレビ系「土ドラ10」枠にて放送されたテレビドラマ。主演は福原遥。

## キャスト

### 主要人物
本宮密子（もとみや みつこ）〈27〉
演 - 福原遥（幼少期：寺田藍月）
主人公。謎に包まれた「トータルコーディネーター」。手段を選ばず依頼者を変身させて成功へと導く。謙一からの依頼を理由に夏のコーディネートをすることになるが、後にこの依頼が虚偽であったことが判明する。幼少期は親からの虐待を受け、失踪の末に自力で辿り着いた児童養護施設「ひまわり養育園」で育つ。丈晴の社内での暴走に居合わせて過去の記憶がフラッシュバックし、彼を始末しようとするが夏に阻まれ、そこで半年前の火事で亡くなった謙一の秘書の小原鞠子が自身の姉であることを明かす。

### 今井家
今井夏（いまい なつ）〈50〉
演 - 松雪泰子
介護士。密子のターゲット。シングルマザー。度重なる災難に見舞われている。九条開発の社長・謙一の介護士として働いていた。半年前、九条家の火災から謙一を助け、親身に介護してきた。密子と共にタッグを組み真犯人を突き止めるが、真犯人によって誘拐されてしまう。
今井智（いまい とも）〈24〉
演 - 清水尋也（少年期：周郷一颯）
九条開発の総務部契約社員。今井家の長男。彩の兄。
今井彩（いまい あや）〈20〉
演 - 吉柳咲良（幼少期：池﨑凜）
九条開発の広報部契約社員。今井家の長女。智の妹。初めは玲香に媚びを売り、夏には協力しなかったが、密子の計らいで夏に協力するようになった。

### 九条開発
九条遥人（くじょう はると）〈30〉
演 - 上杉柊平
九条開発の開発事業本部長で、次期社長候補。九条家の長男。玲香の兄。美樹からお見合いを薦められるが、当人は多忙のため、結婚には興味がない。密子のことを調べ上げるために「ひまわり養育園」を訪ねる。密子から、工場の放火と丈晴の殺害を疑われている。
九条玲香（くじょう れいか）〈26〉
演 - 志田彩良
九条開発の広報部特別顧問。インフルエンサー。遥人の妹。
九条美樹（くじょう みき）〈52〉
演 - 渡辺真起子
取締役。謙一の妻。夫とは愛のない政略結婚。遥人に九条開発を継がせるために、様々な事を行う。社長になった夏を脅迫して荻野目と共謀して彼女を誘拐した後、夏を刺し殺すはずが、かばった密子を刺した。そして、逮捕された。
九条五十鈴（くじょう いすず）〈75〉
演 - 小柳ルミ子
取締役会長。美樹の母。謙一を表で立てながらも、裏で実権を握っている。次期社長を決める会議では、中立であった。九条開発の社長は隠し事や醜聞とは無縁でなくてはならないと考えている。
九条謙一（くじょう けんいち）〈53〉
演 - 神保悟志
故人。前取締役社長。美樹の夫。婿養子。どこで何にお金を使ったか事細かに記入するといった隠すことが何もないくらい廉潔な性格。半年前に火事に巻き込まれて大けがをして、夏に助けられる。その後、智と彩を九条開発に就職させ、自身の介護を夏に依頼する。その後、容体が急変して亡くなる。
荻野目誠治（おぎのめ せいじ）
演 - 石井正則 (第1話・第2話・第4話 - 最終話)
専務取締役。しおんの父親。妻が育児放棄し、自身は愛人宅に通って家庭が既に崩壊していることを密子に知られ、協力を迫られる。次期社長を決める会議で夏に票を入れて遥人の怒りを買い、閑職に追いやられた。その後、夏と和解して、彼女にどこまでもついていくと誓う。彼女に会社の役員を紹介する。半年前の放火事件を起こし密子の姉である鞠子を殺害した、今回の事件の真犯人で、これを目撃した丈晴も口封じのために殺害した。五十鈴の隠し子で、社長になることを強く望んでいた。美樹と共謀して夏を誘拐し、密子とともに殺害しようとするが、返り討ちにあう。その後、逮捕される。
坂東康幸（ばんどう やすゆき）〈35〉
演 - 黒羽麻璃央
秘書室長。九条家を陰で支える。美樹との不倫が謙一にばれて彼を殺害する。このことを嗅ぎ付けた密子を殺害しようとするが、遥人たちに阻まれて逮捕される。
松本千秋（まつもと ちあき）〈27〉
演 - 桜井日奈子
遥人の秘書。品行方正だが秘密を抱えている。康幸から夏と密子を見張るように言われる。遥人から密子のことを調べるよう依頼されたが、遥人に対してストーカーまがいの行為をする変態であることが密子に知られてしまい、彼女から遥人の行動を教えるように詰められる。社内の重要なデータを地下に隠していたが、密子に見つかり許しを乞うが、自作の遥人のアクリルスタンドを折られたうえで「次はない」と忠告される。九条家のスキャンダル発覚による体制一新で秘書室長となる（第8話）。
水関クミ（みずせき クミ）
演 - 玉田志織
五十鈴の秘書。謙一が殺害された日の九条家の人々の行動を密子に教えようとするが、美樹によってホテルに軟禁される。その後、助けられた。

### ゲスト

#### 第1話
友川拓郎
演 - 加瀬信行（第2話・第4話 - 第7話）
九条開発常務取締役。次の社長選では、夏に投票することを約束した。
岡林渡
演 - 税所伊久磨（第2話・第5話 - 第7話）
九条開発役員。
荻野目しおん
演 - 中村雪乃（最終話）
荻野目誠治の娘。密子に声を掛けられ、仲良くなる。事件後、密子と行動をともにする。
女の子
演 - 小柴みら
荻野目しおんに声をかけ友達になる。
ラジオキャスター
声 - 田坂秀樹
九条謙一の訃報を伝える。

#### 第2話
小宮山
演 - 大河内浩（第6話）
九条家と繋がりが深い政治家。県会議員。
森山
演 - 小久保寿人
九条と血縁関係にある九条開発の総務部課長。部下の今井智のことをケイヤ君と呼ぶ。社内の重要なデータが消えたことを智のせいにして彼と夏を追い込むが、失敗する。後日、他の社員からパワハラの告発が続出し、関連会社に出向となる。
総務部員
演 - 初鹿史弥
九条開発の総務部員。

#### 第3話
奈良橋和美
演 - 山下容莉枝
大手IT会社「フロンティアコム」のカリスマ社長。
奈良橋拓也
演 - 岩井拳士朗
跡継ぎと目されている奈良橋和美の息子。
本間
演 - 藤本悠輔
今井彩の上司。彩の正社員登用の話はちょっと厳しいと話す。
インタビュアー
演 - 宮島はるか
九条玲香に取材する。

#### 第4話
小原鞠子
演 - 泉里香（幼少期：太田結乃）（第5話・第7話 - 最終話）
半年前の火事で亡くなった謙一の秘書。謙一が進めていたプロジェクトの発案者。実は密子の姉。
今井丈晴
演 - 山中聡
夏の夫。アル中の借金持ちで、暴力もふるっていた。九条家の差し金で突然九条開発に押しかけ、酒はやめたと夏に訴えるも、密子からは夏に近づかないよう忠告される。その後、美樹と玲香に唆されて社内で暴走し、密子に誘拐・監禁され殺されかけるも、夏に阻まれる。密子に夏を九条家から守るように託し、半年前の火災の詳細を夏と密子に電話で伝えようとしたが、突如何者かに突き落とされて死亡する。酒に酔った転落死として片付けられるが、密子は遥人による犯行だと疑っている。しかし、実際は荻野目による犯行だった。
園長
演 - 綾田俊樹
密子が育った「ひまわり養育園」の園長。認知症だが、密子のことを思い出して遥人に話し、半年前の火事で亡くなった鞠子が彼女の姉であると語る。
スタッフ
演 - 瀬尾智美
「ひまわり養育園」のスタッフ。
黒木
演 - 粕谷吉洋（第9話）
遥人が懇意にしている新聞記者。密子のことを調べるよう遥人から依頼される。

#### 第5話
井内
演 - 原金太郎
半年前、火事があった土地の元地主。
横田幸治
演 - 中澤功
今井丈晴の昔の知り合いだ、と密子に電話をかけてくる男。
男性
演 - 水野淳之
丈晴の知り合いを探して聞き込みをしている夏を誘う男性。坂東に追い払われる。

#### 第6話
男
演 - 世良佑樹
玲香がカネを渡している仲介業者の男性。

#### 第8話
男性
演 - うえきやサトシ
小宮山の手下。地上げ目的で工場に火を放とうとしたが遥人に止められたと話す。

## スタッフ
- 脚本 - 丑尾健太郎、藤岡明子、上野詩織、ばばたくみ[1]
- 音楽 - Ken Arai[1]
- 主題歌 - Superfly「Charade」（ユニバーサルシグマ）[27][28]
- 演出 - 中茎強、小室直子、伊藤彰記、苗代祐史[1]
- チーフプロデューサー - 道坂忠久
- プロデューサー - 鈴木亜希乃、柳内久仁子[1]
- 制作協力 - AX-ON[1]
- 製作著作 - 日本テレビ[1]

## 放送日程
| 各話                                                                        | 放送日  | サブタイトル                     | ラテ欄                                                    | 脚本                  | 監督     | 視聴率 |
| --------------------------------------------------------------------------- | ------- | -------------------------------- | --------------------------------------------------------- | --------------------- | -------- | ------ |
| 第1話                                                                       | 7月13日 | あなたが変われば、世界は変わる   | あなたが変われば世界は変わる… 謎の女が仕掛ける大変身劇    | 丑尾健太郎            | 中茎強   | 6.7%   |
| 第2話                                                                       | 7月20日 | 死の擬似体験はいかがですか?      | 死の疑似体験はいかが? 謎の女の正体暴く怒濤サスペンス開幕  | 丑尾健太郎 藤岡明子   | 中茎強   | 5.4%   |
| 第3話                                                                       | 7月27日 | 神様のコインと裏切りのパーティー | 謎多き女パーティーで裏切る!? 庶民VS令嬢! 勝負の行方は     | 丑尾健太郎 上野詩織   | 小室直子 | 4.4%   |
| 第4話                                                                       | 8月03日 | 密子の正体が明らかに!            | 密子の正体が明かされる! 夏の元夫が乱入 生かすのか殺すのか | ばばたくみ            | 小室直子 | 3.9%   |
| 第5話                                                                       | 8月17日 | 助けてくれた“あの人”は誰…?       | すべては復讐のため スキャンダル合戦開幕 敵同士の2人に何が | 丑尾健太郎            | 伊藤彰記 | 4.4%   |
| 第6話                                                                       | 8月24日 | 秘書・千秋、裏金の運び屋に…!?    | ついに社長決定戦! 愛憎渦巻く二転三転の女たちの戦い開幕!   | 丑尾健太郎            | 小室直子 | 4.7%   |
| 第7話                                                                       | 9月07日 | 社長候補に殺人容疑が…!?          | ついに次期社長決定 名家VS庶民に決着! 暴かれる殺人の真相   | 丑尾健太郎            | 伊藤彰記 | 4.4%   |
| 第8話                                                                       | 9月14日 | まさかの裏切り!密子VS夏!         | 新章開幕! 順風満帆に見えた2人に異変!? 夏まさかの裏切り…   | 丑尾健太郎 ばばたくみ | 苗代祐史 | 3.5%   |
| 第9話                                                                       | 9月21日 | 夏を潰す!密子の復讐が始まる      | 夏を社長から引きずり下ろす! 密子VS夏 本当の復讐の幕開け   | 丑尾健太郎            | 伊藤彰記 | 4.3%   |
| 最終話                                                                      | 9月28日 | 最終回!ついに真犯人が明らかに…!  | 真犯人と対決…! 暴かれる最後の秘密! 密子と夏の絆いかに     | 丑尾健太郎            | 小室直子 | 4.5%   |
| 平均視聴率 4.6%（視聴率はビデオリサーチ調べ、関東地区・世帯・リアルタイム） |         |                                  |                                                           |                       |          |        |

- 第3話は『パリオリンピック バレーボール男子  日本× ドイツ 運命の大会初戦!』中継延長（15時55分 - 18時35分）のため、5分繰り下げられ、22時5分 - 22時59分に放送された。
- 8月10日は『パリオリンピック 卓球女子団体決勝　 日本× 中国』中継放送のため、休止。
- 8月31日は『24時間テレビ47 愛は地球を救うのか?』放送のため休止。